# Симиљијано (Месина)
Симиљијано је насеље у Италији у округу Месина, региону Сицилија.
Према процени из 2011. у насељу је живело 39 становника. Насеље се налази на надморској висини од 269 м.